# Avdo Humo
‎
Avdo Humo, bosanskohercegovski filozof, komunist, prvoborec, partizan, politik in narodni heroj, * 1. februar
1914, † 24. januar 1983.

## Življenjepis
Humo je bil eden od vodilnih organizatorjev NOGa v Bosni in Hercegovini.